# Terremoto de Lisboa de 1531
El terremoto de Lisboa de 1531 fue un desastre natural ocurrido en la madrugada del 26 de enero de 1531, de 7,1 en la escala de Richter cuyo epicentro se suele situar entre Azambuja y Vila Franca de Xira (Portugal) y destruyó parcialmente Lisboa. Las regiones de Alentejo y Ribatejo se vieron también gravemente afectadas. El terremoto produjo un maremoto que hizo que la desembocadura del Tajo descubriera su lecho en las cercanías de Lisboa y en el mar se perdieran numerosos barcos.
Desde el 8 de enero se habían venido produciendo leves temblores de tierra, pero el 26 se desató el más grave, cuando a comienzos de la madrugada la tierra tembló tres veces; por tradición se asigna un número de 30.000 aproximadamente son las víctimas a este desastre.
Son escasos los testimonios históricos conocidos del fenómeno; uno de los principales es la relación que hizo Antonio de Castilho, hijo del arquitecto João de Castilho, describiendo los daños en Lisboa, en particular en el Rossio, donde se derrumbó la iglesia de Nuestra Señora de la Escalera. En la Rua Nova, calle principal de Lisboa, se desplomaron numerosos balcones y muchos edificios se abrieron con enormes grietas. Una parte del palacio real (o Palacio de Ribeira) sufrió graves daños. La Torre de Belem y el Monasterio de los Jerónimos de Belem también fueron dañados gravemente. El Barrio Alto fue construido para responder a la destrucción causada por este terremoto, que afectó sobre todo a la región entera de Lisboa y el Valle del Tajo. Una carta anónima en castellano al marqués de Tarifa Fadrique Enríquez, describe la destrucción de la ciudad incluyendo la calle Hornos, donde muchas casas se vinieron abajo, y la Rua Nova; refiere también el terror de la gente, que dormía vestida a fin de escapar a la primera señal de un nuevo terremoto. García de Resende, en su Miscelânea e Variedade de Histórias (1554), escribió sobre esto:
Quienes con miedo habían / dejado casas y granjas, / en campos y plazas dormían, / en tiendas y chamizos, / casas de ramas hacían / las más de las noches velando, / temiendo y recelando, / porque el temor no cesaba. / La gente pasmada andaba / con miedo, esperando muerte
Los monjes de Santarém relacionaron el desastre de la ciudad con la presencia de judíos o más bien cristianos nuevos, ya que los judíos y musulmanes fueron expulsados en 1496 durante el reinado del rey Manuel I de Portugal. Gil Vicente combatió este intento culpabilizador en una carta leída ante los propios hermanos, atacando los sermones de los clérigos, que aterrorizaban a los fieles diciéndoles que los desastres eran resultado de la ira divina contra el pecado de los hombres. Con el mismo propósito esclarecedor, escribió una carta a Juan III condenando la persecución de los judíos. Una acusación similar, entre otras, se reiterará en el terremoto del año 1755. 
Más datos ofrecen las obras de Christopher Rodrigues de Oliveira Lisboa 1551, y Em que brevemente se contêm algumas coisas assim eclesiásticas como seculares que há na cidade de Lisboa; en Grandeza e Abastança de Lisboa em 1552 de João Brandão (de Buarcos) y en la Descrição da Cidade de Lisboa de Damião de Góis. Un grabado de Georgius Braun Agrippinensis, perteneciente al primer volumen de Civitates Orbis Terrarum, publicado en 1593, permite comprender mejor estos libros, todos ellos publicados en endiciones recientes, prologados y anotados por José da Felicidade Alves. Otro libro de António Borges Coelho, Ruas e Gentes na Lisboa Quinhentista, muy ilustrado, muestra también la ciudad entre los terremotos de 1531 y 1755.